# Radeon RX 7000
A série Radeon RX 7000 é uma família de unidades de processamento gráfico desenvolvidas pela AMD, com base em sua arquitetura RDNA 3. Foi anunciado em 3 de novembro de 2022 e é o sucessor da série Radeon RX 6000. Atualmente a AMD anunciou três placas gráficas da série 7000: RX 7600, RX 7900 XT e RX 7900 XTX. A AMD lançou oficialmente o RX 7900 XT e o RX 7900 XTX em 13 de dezembro de 2022. A AMD lançou o RX 7600 em 25 de maio de 2023.

## Recursos da série Radeon RX 7000
- Microarquitetura RDNA 3
- Até 96 unidades de computação (CU) em comparação com o máximo de 80 na série RX 6000
- Novas ALUs de sombreamento de emissão dupla em cada CU com a capacidade de executar duas instruções por ciclo
- Primeira placa gráfica do consumidor a ser baseada em um design de chiplet
  - TSMC N5 para Matriz de Computação Gráfica (GCD)
  - TSMC N6 para matriz de cache de memória (MCD)
- Até 24 GB de memória GDDR6
- Cache L1 dobrado de 128 KB para 256 KB por array
- Cache L2 aumentado em 50% de 4 MB para 6 MB no máximo[4]
- Cache infinito de segunda geração com largura de banda de pico de até 2,7 vezes e até 96 MB de capacidade
- Interface PCIe 4.0 x16
- Aceleradores de Ray Tracing de segunda geração
- Adicionados aceleradores de IA dedicados
- Suporte para codificação e decodificação de hardware AV1 para vídeo de 12-bit até 8K60[5]
- Novo motor "Radiance Display" com:
  - Suporte DisplayPort 2.1 UHBR 13.5 (largura de banda de até 54 Gbit/s)
  - Suporte HDMI 2.1a (largura de banda de até 48 Gbit/s)
  - Suporta saída de até 8K 165 Hz ou 4K 480 Hz com DSC
  - cor de 12 bits e Rec. Suporte 2020 para HDR

## Navi 3x dies
|                                                                | Matriz de Computação Gráfica (GCD) | Matriz de Computação Gráfica (GCD) | Matriz de Cache de Memória (MCD) |
| Navi 31                                                        | Navi 33                            |                                    | Matriz de Cache de Memória (MCD) |
| -------------------------------------------------------------- | ---------------------------------- | ---------------------------------- | -------------------------------- |
| Codinome                                                       | Plum Bonito                        | Hotpink Bonefish                   | —                                |
| Unidades de computação (processadores de fluxo) [núcleos FP32] | 96 (6144) [12288]                  | 32 (2048) [4096]                   | —                                |
| Transistores                                                   | 45.7B                              | 13.3B                              | 2.05B                            |
| Densidade do transistor                                        | 152.3 MTr/mm2                      | 65.2 MTr/mm2                       | 55.4 MTr/mm2                     |
| Tamanho da matriz                                              | 300 mm2                            | 204 mm2                            | 37 mm2                           |

### Navi 31
O módulo multi-chip Navi 31 possui 58 bilhões de transistores, um aumento de 165% na densidade do transistor do que a geração anterior Navi 2x, em sete matrizes: uma placa de computação gráfica (GCD) e seis matrizes de cache de memória (MCD). A matriz Navi 31 completa continha 12.288 núcleos FP32, equivalente a 6.144 processadores Stream. Alegadamente, o Navi 31 die foi projetado para escalar até a frequência de 3,0 GHz, embora o design de referência Radeon RX 7900 XTX da AMD possa atingir uma frequência de aumento de 2,5 GHz. A matriz Navi 31 é fabricada no nó de processo N5 da TSMC.

### Navi 33
A matriz Navi 33 apresenta 13,3 bilhões de transistores e um tamanho de matriz de 204 mm2. A matriz completa apresenta 4096 núcleos FP32 segmentados em 32 unidades de computação. Ao contrário da matriz Navi 31 de ponta, é um design monolítico fabricado no nó de processo N6 da TSMC.

## Produtos

### Desktop
| Modelo (Codinome)            | Data de lançamento e preço      | Arquitetura Fab                    | Chiplets (ativo) | Transistores e Tamanho da matriz | Core                      | Core        | Taxa de preenchimento | Taxa de preenchimento | Poder de processamento (TFLOPS) | Poder de processamento (TFLOPS) | Poder de processamento (TFLOPS) | Cache Infinito | Cache Infinito          | Memory  | Memory                  | Memory                       | Memory       | TBP   | Interface de barramento |
| Modelo (Codinome)            | Data de lançamento e preço      | Arquitetura Fab                    | Chiplets (ativo) | Transistores e Tamanho da matriz | Config                    | Clock (MHz) | Textura (GT/s)        | Pixel (GP/s)          | Half                            | Single                          | Double                          | Tamanho (MB)   | Largura de banda (GB/s) | Tamanho | Largura de banda (GB/s) | Tipo e largura do barramento | Clock (MT/s) | TBP   | Interface de barramento |
| ---------------------------- | ------------------------------- | ---------------------------------- | ---------------- | -------------------------------- | ------------------------- | ----------- | --------------------- | --------------------- | ------------------------------- | ------------------------------- | ------------------------------- | -------------- | ----------------------- | ------- | ----------------------- | ---------------------------- | ------------ | ----- | ----------------------- |
| Radeon RX 7600 (Navi 33)     | 25 de maio de 2023 $269 USD     | RDNA 3 TSMC N6                     | —                | 13.3×109 204 mm2                 | 2048:128:64 32:64:32 CU   | 1720 2655   | 220.2 339.8           | 110.1 169.9           | 28.18 43.50                     | 14.09 21.75                     | 0.440 0.680                     | 32             | 476.9                   | 8       | 288                     | GDDR6 128-bit                | 18000        | 165 W | PCIe 4.0 ×8             |
| Radeon RX 7900 GRE (Navi 31) | 27 de julho de 2023 $649 USD    | RDNA 3 TSMC N5 (GCD) TSMC N6 (MCD) | 1 × GCD 4 × MCD  | 57.7×109 ~531 mm2                | 5120:320:192 80:160:80 CU | 1270 2245   | 406.4 718.4           | 243.8 431.0           | 52.02 91.96                     | 26.01 45.98                     | 0.813 1.437                     | 64             | 2250                    | 16      | 576                     | GDDR6 256-bit                | 18000        | 260 W | PCIe 4.0 ×16            |
| Radeon RX 7900 XT (Navi 31)  | 13 de dezembro de 2022 $899 USD | RDNA 3 TSMC N5 (GCD) TSMC N6 (MCD) | 1 × GCD 5 × MCD  | 57.7×109 ~531 mm2                | 5376:336:192 84:168:84 CU | 1500 2400   | 504.0 806.4           | 288.0 460.8           | 64.51 103.2                     | 32.26 51.61                     | 1.008 1.613                     | 80             | 2900                    | 20      | 800                     | GDDR6 320-bit                | 20000        | 315 W | PCIe 4.0 ×16            |
| Radeon RX 7900 XTX (Navi 31) | 13 de dezembro de 2022 $999 USD | RDNA 3 TSMC N5 (GCD) TSMC N6 (MCD) | 1 × GCD 6 × MCD  | 57.7×109 ~531 mm2                | 6144:384:192 96:192:96 CU | 1900 2500   | 729.6 960.0           | 364.8 480.0           | 93.39 122.9                     | 46.69 61.44                     | 1.459 1.920                     | 96             | 3500                    | 24      | 960                     | GDDR6 384-bit                | 20000        | 355 W | PCIe 4.0 ×16            |

1. ↑  Die tamanho aproximado de todo o pacote MCM que consiste em um único GCD (Graphics Compute Die) e seis MCDs (Memory Cache Die).
Radeon RX 7900 XT tem apenas cinco MCDs ativos, um inativo é para suporte estrutural e dissipação de calor. O tamanho da matriz do GCD é de 306 mm2, o tamanho de cada MCD é de 37.5 mm2.[9]
2. 1 2 3  Valores de boost (se disponíveis) são indicados abaixo do valor base em itálico.
3. ↑  A taxa de preenchimento da textura é calculada como o número de Unidades de mapeamento de textura multiplicado pela velocidade básica (ou boost) do clock do núcleo.
4. ↑  A taxa de preenchimento de pixel é calculada como o número de Unidades de saída de renderização multiplicado pela velocidade de clock base (ou boost) do núcleo.
5. ↑  O desempenho de precisão é calculado a partir da velocidade básica (ou boost) do clock do núcleo com base em uma operação FMA.
6. ↑  Shaders Unificados: Unidades de Mapeamento de Textura: Unidades de Saída de Renderização, Aceleradores Ray e unidade de computação (CU)
7. ↑  As GPUs baseadas em RDNA 3 têm processadores de fluxo de emissão duplapara que até duas instruções de shader possam ser executadas por ciclo de clock sob certas condições de paralelismo.

### Mobile
| Modelo (Codinome)            | Data de lançamento   | Arquitetura Fab | Transistores e Tamanho da matriz | Core                    | Core        | Taxa de preenchimento | Taxa de preenchimento | Poder de processamento (TFLOPS) | Poder de processamento (TFLOPS) | Poder de processamento (TFLOPS) | Cache Infinito | Memória      | Memória                 | Memória                      | Memória      | TDP   | Interface de barramento |
| Modelo (Codinome)            | Data de lançamento   | Arquitetura Fab | Transistores e Tamanho da matriz | Config                  | Clock (MHz) | Textura (GT/s)        | Pixel (GP/s)          | Half                            | Single                          | Double                          | Cache Infinito | Tamanho (GB) | Largura de banda (GB/s) | Tipo e largura do barramento | Clock (MT/s) | TDP   | Interface de barramento |
| ---------------------------- | -------------------- | --------------- | -------------------------------- | ----------------------- | ----------- | --------------------- | --------------------- | ------------------------------- | ------------------------------- | ------------------------------- | -------------- | ------------ | ----------------------- | ---------------------------- | ------------ | ----- | ----------------------- |
| Radeon RX 7600S (Navi 33)    | 4 de janeiro de 2023 | RDNA 3 TSMC N6  | 13.3×109 204 mm2                 | 1792:112:64 28:56:28 CU | 1500 2200   | 168.0 246.4           | 96.00 140.8           | 21.50 31.54                     | 10.75 15.77                     | 0.336 0.493                     | 32 MB          | 8            | 256                     | GDDR6 128-bit                | 16000        | 75 W  | PCIe 4.0 ×8             |
| Radeon RX 7600M (Navi 33)    | 4 de janeiro de 2023 | RDNA 3 TSMC N6  | 13.3×109 204 mm2                 | 1792:112:64 28:56:28 CU | 1500 2410   | 168.0 269.9           | 96.00 154.2           | 21.50 34.55                     | 10.75 17.28                     | 0.336 0.540                     | 32 MB          | 8            | 256                     | GDDR6 128-bit                | 16000        | 90 W  | PCIe 4.0 ×8             |
| Radeon RX 7600M XT (Navi 33) | 4 de janeiro de 2023 | RDNA 3 TSMC N6  | 13.3×109 204 mm2                 | 2048:128:64 32:64:32 CU | 1500 2615   | 192.0 334.1           | 96.00 167.0           | 24.58 42.84                     | 12.29 21.42                     | 0.384 0.669                     | 32 MB          | 8            | 288                     | GDDR6 128-bit                | 18000        | 120 W | PCIe 4.0 ×8             |
| Radeon RX 7700S (Navi 33)    | 4 de janeiro de 2023 | RDNA 3 TSMC N6  | 13.3×109 204 mm2                 | 2048:128:64 32:64:32 CU | 1500 2500   | 192.0 320.0           | 96.00 160.0           | 24.58 40.96                     | 12.29 20.48                     | 0.384 0.640                     | 32 MB          | 8            | 288                     | GDDR6 128-bit                | 18000        | 100 W | PCIe 4.0 ×8             |

1. 1 2 3  Valores de boost (se disponíveis) são indicados abaixo do valor base em itálico.
2. ↑  A taxa de preenchimento da textura é calculada como o número de Unidades de mapeamento de textura multiplicado pela velocidade básica (ou boost) do clock do núcleo.
3. ↑  A taxa de preenchimento de pixel é calculada como o número de Unidades de saída de renderização multiplicado pela velocidade de clock base (ou boost) do núcleo.
4. ↑  O desempenho de precisão é calculado a partir da velocidade básica (ou boost) do clock do núcleo com base em uma operação FMA.
5. ↑  Shaders Unificados: Unidades de Mapeamento de Textura: Unidades de Saída de Renderização, Aceleradores Ray e unidade de computação (CU)

## Problemas

### Uso de energia ocioso
Consumo de energia anormalmente alto durante o modo inativo foi observado com a Radeon RX 7900 XT e RX 7900 XTX ai usar telas selecionadas de alta resolução e alta taxa de atualização e quando a GPU está decodificando o vídeo. O ComputerBase descobriu que a RX 7900 XT e a RX 7900 XTX consumiram 71 W e 80 W respectivos ao decodificar e reproduzir um vídeo do YouTube 4K 60FPS em comparação com os 30 W usados pela RX 6900 XT para a mesma tarefa. A AMD reconheceu o problema e ele foi adicionado à lista de problemas conhecidos a serem resolvidos com futuras atualizações de drivers e software Radeon Adrenalin. Em 22 de dezembro de 2022, o Adrenalin Edition 22.12.2 foi lançado e seu driver exclusivo RDNA 3 reduziu significativamente o uso de energia da GPU em modo inativo e ao decodificar vídeo.

### Problemas de temperatura da placa de referência
As edições de referência da AMD da Radeon RX 7900 XT e RX 7900 XTX sofreram com altas temperaturas de até 109 °C no ponto quente da GPU. As placas de parceiros AIB não foram afetadas. Os ventiladores ruidosos e o estrangulamento térmico nas placas de referência podem ser resultado de um contato ruim entre o cooler de referência e os chiplets da GPU. Em vez disso, a HardwareLuxx considerou que o resfriamento direto da matriz usado para os chiplets Navi 31 pode ser difícil devido à pressão de contato desigual nas sete matrizes, mesmo que pareçam niveladas. A AMD emitiu um comunicado em dezembro de 2022 informando que estava investigando o problema. A AMD disse que as ventoinhas barulhentas e o estrangulamento térmico nas placas de referência eram devido a um defeito de fabricação em que havia uma quantidade insuficiente de água nas câmaras de vapor. As placas afetadas seriam substituídas pela AMD mediante solicitação.
Em 6 de janeiro de 2023, Scott Herkelman, vice-presidente sênior e gerente geral de gráficos da AMD, disse em uma entrevista à PCWorld que "você veria um pequeno delta de desempenho" se a GPU acelerasse a 110 °C durante determinadas cargas de trabalho. Alguns meios de comunicação discordaram das declarações feitas por Herkelman, como dizer que houve "um pequeno delta de desempenho" quando 3 de 4 afetados 7900 XTX tiveram um desempenho pior do que uma 6900 XT da geração anterior no mesmo teste. Normalmente, a 7900 XTX tem um desempenho 30–60% melhor do que uma 6900 XT.